# طائر الرعد (مخلوق خفي)

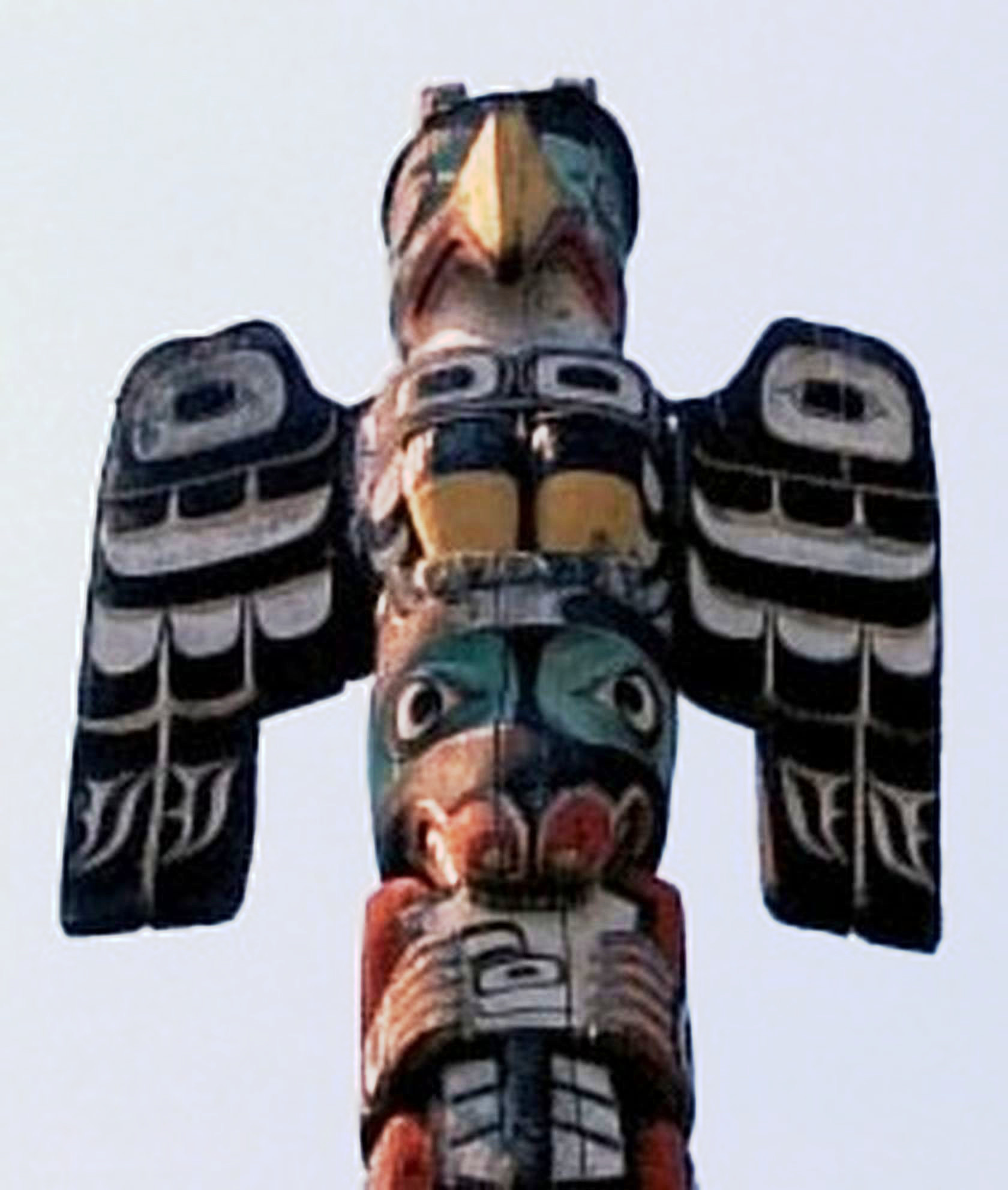
تمثال يمثل شكل طائر الرعد.

طائر الرعد هو اسم يستخدم في علم دراسة الحيوانات الخفية لوصف الطيور الكبيرة التي يُزعم وجودها في أمريكا الشمالية، والتي تُعرّف عموما مع أسطورة طائر الرعد لدى الهنود الحمر. هناك مخلوقات مماثلة رُوي عن وجودها في العالم القديم غالبا ما تعرف باسم الرخ. ويرى عدد قليل من الباحثين أن طيور الرعد لها أشكال سحالي كالتيروصورات المنقرضة مثل بتيرانودون. وترجع تقارير مشاهدات طائر الرعد إلى عدة قرون،  ويظهر سجل الأحافير أرجحية أن الطيور العملاقة (تيراتورن) بأجنحة يبلغ طولها ما بين 4 و 5 أمتار (12 و 18 قدم) قد عاصرت الإنسان الأول. أما اليوم فيعتبر هذا المخلوق أسطورة.
يتناول هذا المقال المشاهدات الحديثة للمخلوق (إلى مائتي سنة ماضية)، وأفيد بأنها حقيقية خلافا للسجلات الأسطورية، رغم أن المؤمنين بهذه الظاهرة غالبا ما يستشهدون بأساطير الهنود الحمر لدعم مزاعمهم.

## التقارير الأولية
تروي إحدى القصص أنه في أبريل 1890، قتل اثنان من رعاة البقر في أريزونا مخلوق عملاقا يشبه الطيور بجناحين هائلين. وقيل أن له بشرة ناعمة، وأجنحة بلا ريش كالخفافيش ووجه يشبه التمساح. يشبه هذا الوصف مخلوق البتيروداكتيل من عصور ما قبل التاريخ، وهو حيوان كان وجوده معروفا في ذلك الوقت. ويعتقد أنهم أخذوا جثته إلى المدينة، حيث مدّوا أجنحته لتمتد بطول حظيرة. يعتقد أنه تم نشر صورة لهذا الحدث في صحيفة محلية تدعى "تومستون إبيتاف”. يحتفظ موقع Cryptozoology.com بسجل عن القصة ويقول أن أحداثها جرت في تكساس.
وفقا للباحث مارك هول، فإن جريدة إبيتاف نشرت في الواقع قصة عن القبض على مخلوق مجنح كبير وغريب الشكل في 26 أبريل 1890. ولكن خلافا لهذه القصة الوحيدة فلا يوجد إثبات تاريخي بأن هذا الحدث وقع في يوم ما؛ لذا فإنها تعتبر أسطورة حضرية. لم تكن الروايات الخيالية غريبة تماما عن تقارير الصحف خلال هذه الحقبة.
لم يصنع أحد أي نسخة من صورة «طائر الرعد»، رغم أن العديدين، ومن أهمهم الباحث إيفان ساندرسون، زعموا أنها موجودة. زعم ساندرسون أنه امتلك نسخة من الصورة، وأنها اختفت بعد أن أعارها لأحد معارفه في الستينات. عرض البرنامج التلفزيوني Freaky Links تصورا للصورة، ما أعاد إحياء أسطورة «صورة طائر الرعد».
يرى الباحث جيروم كلارك أن وصف الصورة الأساسية (رجال يقفون إلى جانب مخلوق مجنح مسمّر على حظيرة)، مبهم بما يكفي ليخلق ذكريات كاذبة، مما دفع بعض الناس إلى القول أنهم «بالكاد يتذكرون» رؤية الصورة في زمن بعيد وغير محدد.

## القرن العشرين
كتب باحث بيج فوت والمؤلف عن الحيوانات الخفية لورين كولمان سلسلة عن مشاهدات طائر الرعد في الأربعينات. في 10 أبريل 1948، ذكر ثلاثة أشخاص من أوفرلاند، إلينوي، أنهم رأوا ما اعتقدوا في البداية أن طائرة عابرة، ولكنهم شاهدوا أجنحة الطائرة وهي ترفرف وأدركوا أنه شيء آخر. وبعد أسابيع قليلة، شاهد رجل وابنه من ألتون، إلينوي شيئا قالوا أنه مخلوق هائل تشبه الطيور وجسده يشبه الطوربيد البحري. كان المخلوق يحلق على ارتفاع لا يقل عن 500 قدم (152 م)، وحجم ظله يماثل حجم طائرة ركاب صغيرة.
تم الإبلاغ عن مشاهدات مماثلة في سانت لويس، ميزوري، ما دفع السكان القلقين إلى كتابة رسائل لعمدة سانت لويس وقتها ألويس كاوفمان يطالبون فيها المدينة أن تفعل شيئا حيال هذه الطيور الضخمة. أشار العمدة إلى المساعد الإداري أن ينصب فخاخا لصيد أحدها، ولكن تم اكتشاف آثار بلشون أزرق على جزيرة في نهر ميراميك، فاعتبر أن اللغز تم حله.
كان هناك ارتفاع في عدد المشاهدات في أواخر القرن العشرين. وأحيانا رافقت هذه التقارير آثار أقدام كبيرة أو أدلة مزعومة.
ومن بين أهم التقارير بهذا الشأن سجل من مدينة لونديل، إلينوي في 25 يوليو 1977. حول الساعة التاسعة مساء كان ثلاثة أولاد يلعبون في أحد الأفنية. اقترب طائران كبيرين وطاردا الفتية. نجا اثنين لم يصابا بأذى، لكن الولد الثالث، مارلون لو ذو العشر سنوات، لم يكن بنفس حظهما. وقيل أن أحد الطيرين قبض على كتف الفتى بمخالبه، ثم رفعه إلى نحو 60 سم (2 قدم) فوق الأرض، وحمله لأمتار قليلة. تمكن لو من تحرير نفسه.
يُنظر البعض إلى الموضوع على أنه قصة خرافية، وأن الأوصاف التي قدمها الشهود تطابق ملامح كوندور الأنديز: طائر أسود كبير مع حلقة بيضاء على الرقبة ويصل طول جناحيه إلى 3 أمتار (10 قدم). إلا أن مخالب كوندور الأنديز ليست قوية بما يكفي لرفع الأشياء الثقيلة. قام لورين كولمان وشقيقه جيري بإجراء مقابلات مع العديد من الشهود بعد الإبلاغ عن الأحداث.

## القرن الحادي والعشرين
في عام 2002، تم الإبلاغ في ألاسكا عن رؤية مخلوق طائر كبير يبلغ طول جناحيه حوالي 4 أمتار (14 قدم). وذكرت صحيفة أنكوراج ديلي نيوز أن الشهود وصفوا أن المخلوق يشبه شيئا من فيلم الحديقة الجوراسية. رأى العلماء أن الطير العملاق ربما كان مجرد نسر ستيلار البحري، والذي يمتد جناحاه بطول بين 180-240 سم (6-8 قدم). وكانت هناك أيضا تقارير سابقة عن مخلوقات مشابهة شوهدت في نفس المنطقة في ذلك الوقت. سافر فريق مسلسل الخوارق Destination Truth إلى مانوكوتاك في عام 2009 للبحث عن المخلوق.
ومؤخرا، في عام 2007، زعم أن المخلوق شوهد في المنطقة المحيطة بمدينة سان أنطونيو، تكساس.

## علم الحيوانات الخفية
يرى بعض علماء الحيوانات الخفية أن أسطورة طائر الرعد القديمة مبنية على مشاهدات لحيوانات حقيقية ولكن أسيء تقدير حجمها. كما افترضوا أيضا أن طائر الرعد كان مرتبطا بالعواصف لأنه يتبع تيارات الهواء للبقاء وضعية الطيران، بشكل لا يختلف عن طريقة النسر في صعود الجبال عن طريق التيارات الهوائية. زعم الباحث جون كين أنه وضع خرائط لمشاهد طائر الرعد ووجد أنها تتوافق زمنيا وجغرافيا مع العواصف في أنحاء الولايات المتحدة.
يجادل أنجيلو كاباريلا،  وهو عالم طيور في جامعة ولاية إلينوي، أن وجود مثل هذه الطيور الكبيرة غير المكتشفة غير مرجح، خصوصا في أمريكا الشمالية. إذ ليس هناك ما يكفي من الغذاء في العديد من المناطق التي شوهدت فيها الطيور العملاقة. كما يرى كاباريلا أن أهم دليل هو عدم تسجيل مشاهدات من قبل «جحافل مراقبي الطيور المختصين، والذين يمسحون سماء من الولايات المتحدة وكندا» والذين يسجلون أحيانا «ملاحظات مدهشة» وهم جاهزون بكاميراتهم (مثل مشاهدات كروان الإسكيمو في القرن العشرين). ولو كانت هناك فصيلة طيور عملاقة وغير معروفة فلا يمكن أن تبقى مجهولة لفترة طويلة جدا.
نشر بن رادفورد، مؤلف كتاب نيو مكسيكو الغامضة، نتائج تحقيقاته عن المشاهدات الحديثة لطائر الرعد، وأرجع الكثير منها إلى طيور أخرى مثل الكندور.

## وصلات خارجية
- Thunderbirds in Cryptozoology